# Emeryka
Emeryka – imię żeńskie pochodzenia germańskiego. Żeński odpowiednik imienia Emeryk, wywodzącego się ze starogermańskiego imienia Amalaryk, oznaczającego „władca Amalów” (Amalowie według gockiej legendy to ród królewski pochodzenia boskiego). Człon amal może także oznaczać „gorliwy” lub „dzielny, aktywny”. Emeryka może wywodzić się również z saksońskiego Emmerich i oznaczać „zawsze bogata”. 
Patronem tego imienia jest święty Emeryk (1007?–1031), syn Stefana I, króla węgierskiego.
Emeryka imieniny obchodzi 4 listopada.